# Matt Long
Matthew Clayton Long (Winchester, 18 de maio de 1980) é um ator norte-americano. Atuou como o adolescente Jack McCallister na série Jack & Bobby, o jovem "Johnny Blaze" em Ghost Rider e "Tyler Prince" em Sydney White.

## Biografia
Matt tem um irmão mais novo chamado Zac. Estudou na Western Kentucky University, onde conheceu sua esposa Lora Chaffins e foi membro da fraternidade Sigma Alpha Epsilon. Após a formatura, Matt se mudou para Nova York, onde trabalhou como ator em diversos teatros. Enquanto atuava numa peça no teatro Williamstown Theater Fest em Massachusetts, Matt conheceu seu atual empresário e logo depois ele fez sua estreia na TV, como Jack McCallister, irmão de Bobby na série de TV, Jack & Bobby em 2004. Matt atualmente reside em Los Angeles, Califórnia adora caminhar ao ar livre quando não está atuando e gostaria de trabalhar com John C. Reilly, Clint Eastwood e Philip Seymour Hoffman algum dia.

## Filmografia
| Ano  | Filme                             | Papel                |
| ---- | --------------------------------- | -------------------- |
| 2011 | Riding the Pine                   |                      |
| 2009 | Homecoming                        | Mike                 |
| 2008 | Reflections                       | Nathan               |
| 2007 | Sydney White                      | Tyler                |
| 2007 | Motoqueiro Fantasma               | Johnny Blaze (jovem) |
| 2006 | Deceit                            | Dave Ford            |
| 2001 | The Greatest Adventure of My Life | Pvt. Smith           |

## Televisão
| Ano         | Papel            | Título                        | Notas        |
| ----------- | ---------------- | ----------------------------- | ------------ |
|             | Dylan Hewitt     | The Deep End                  | 2 episódios  |
| 2006        | Chad Wilson      | Secrets of a Small Town       | 1 episódio   |
| 2005 / 2004 | Jack McCallister | Jack & Bobby                  | 22 episódios |
| 2013 / 2012 | James Peterson   | Private Practice              | 10 episódios |
| 2019 - 2023 | Zeke Landon      | Manifest (série de televisão) |              |

## Prêmios e indicações
| Ano  | Resultado | Premiação   | Indicação                                         |
| ---- | --------- | ----------- | ------------------------------------------------- |
| 2006 | Indicado  | Prism Award | Performance em Série de Drama / Por: Jack & Bobby |